# Gustav Darr
Gustav Darr (* vor 1890; † nach 1937) war ein deutscher Architekt, Zeichner, Baubeamter sowie Denkmalpfleger und 1937 wenige Monate lang Provinzialkonservator der preußischen Provinz Hannover.

## Leben und Wirken
Über die persönliche Herkunft, den Ort des Architekturstudiums von Gustav Darr sowie den Verbleib nach 1937 ist nichts veröffentlicht. 
Im Herbst 1914 bestand Darr das Zweite Staatsexamen im Hochbaufach und wurde zum Regierungsbaumeister (Assessor in der öffentlichen Bauverwaltung) ernannt. Im letzten Jahr des Ersten Weltkriegs 1918 zählte er zu einer „Reihe von hervorragenden Architekten, (die) mit zeichnerischen Aufnahmen von Baudenkmälern“ im Deutschen Kaiserreich beschäftigt waren, wobei Darr in Hannover wirkte.
In der Nachkriegszeit der Weimarer Republik fertigte Darr von ihm signierte Zeichnungen und architektonische Illustrationen etwa für den von dem Archivar Karl Friedrich Leonhardt in den Hannoverschen Geschichtsblättern mehrteilig veröffentlichten Artikel Straßen und Häuser im alten Hannover. Gustav Darr war auch bei der Anfertigung von Zeichnungen für niedersächsische Kunstdenkmäler-Inventare der 1930er-Jahre beschäftigt. Im Vorwort zu Heft 2 der Reihe Die Kunstdenkmale der Stadt Hannover von 1932 schrieb der Denkmalpfleger Arnold Nöldeke unter anderem über Gustav Darr: „Die zeichnerischen Aufnahmen sind größtenteils in Gemeinschaft mit Herrn Landesbaurat Darr hergestellt; seiner Hand entstammen zahlreiche Reinzeichnungen; seine vielfache Beratung darüber hinaus verpflichtet den Bearbeiter zu  freundschaftlichem Dank“. Auch für den von Heinrich Siebern bearbeiteten, 1937 erschienenen Band III, Heft 5 „Stadt Celle“ der Reihe Die Kunstdenkmäler der Provinz Hannover wirkte Darr bei der „Ergänzungen der Zeichnungen“ mit.
Anfang April 1937 wurde Gustav Darr als Nachfolger von Heinrich Siebern zum Provinzialkonservator und Leiter der niedersächsischen Denkmalpflege ernannt, aber schon im August desselben Jahres „aufgrund homosexueller Handlungen vom Dienst suspendiert“. Zu seinem Nachfolger als Provinzialkonservator wurde Hermann Deckert zunächst kommissarisch, ab August 1939 dann offiziell eingesetzt. Stefanie Lindemeier konstatierte 2008, dass Gustav Darr bis in die jüngste Zeit hinein „(...) in den Publikationen zur Geschichte der Denkmalpflege in Niedersachsen nicht einmal erwähnt“ wurde.

## Archivalien
- Niedersächsisches Landesarchiv - Abteilung Hannover, Signatur: Hann. 122a, Nummer 3458[2][7]